# Junkyard Dog
Sylvester Ritter (Wadesboro, 13 de dezembro de 1952 – Forest, 2 de junho de 1998) foi um lutador de wrestling profissional estadunidense e jogador de futebol americano, mais conhecido pelas suas aparições na Mid-South Wrestling e na WWE como Junkyard Dog (ou apenas JYD).
Dog é conhecido pela sua entrada trademark no ringue com algemas atadas com um coleira de cachorro, acompanhada com uma música do Queen. JYD foi considerado por muitos como um dos mais excitantes e carismáticos lutadores do país, particularmente no início da década de 1980.
Dentre os títulos que Dog conquistou, destacam-se os conquistados na Mid-South Wrestling Association e NWA-Mid America, além de ser o primeiro WCW World Six-Man Tag Team Champion.

## Morte
Ritter morreu em 2 de Junho de 1998, após um acidente de carro na Interstate 20, em Forest, Mississippi, quando ele retornava para casa com sua filha Latoya. Foi introduzido pela sua filha no WWE Hall of Fame em 13 de Março de 2004, um dia antes da WrestleMania XX.